# Evropská pirátská strana
Evropská pirátská strana (anglicky European Pirate Party, zkratkou PPEU), je evropská politická strana, jež sdružuje pirátské strany v kontextu Evropské unie. Strana byla založena v roce 2013, od roku 2018 do roku 2019 byla její předsedkyní Markéta Gregorová, v roce 2019 ji nahradil český europoslanec Mikuláš Peksa. Česká pirátská strana je členem PPEU a vytvořila společný program pro volby do Evropského parlamentu v květnu 2019, který byl podepsán v Lucembursku v únoru 2019. V listopadu 2020 byl Peksa potvrzen jako předseda a za řadové členy předsednictva byli za Českou pirátskou stranu zvoleni Lukáš Doležal a Jan Mareš.

## Členové

### Plné členství[3]
- Česká pirátská strana
- Estonská pirátská strana
- Pirátská strana (Finsko)
- Pirátská strana (Francie)
- Pirátská strana (Island)
- Italská pirátská strana
- Pirátská strana Katalánska
- Pirátská strana Lucemburska
- Pirátská strana Německa
- Pirátská strana (Nizozemsko)
- Pirátská strana Norska
- Polská pirátská strana
- Pirátská strana Rakouska
- Pirátská strana Řecka
- Pirátská strana – Slovensko
- Pirátská strana (Slovinsko)
- Pirátská strana (Španělsko)
- Pirátská strana (Švédsko)
- Pirátská strana Švýcarska

### Pozorovatelé[3]
- Pirátská strana Bavorska
- Pirátská strana (Belgie)
- Pirátská strana Braniborska
- Strana maďarského dvouocasého psa[4]
- Japonská pirátská strana
- Pirátská internacionála
- Pirátská skupina v Evropském parlamentu
- Pirátská strana v Postupimi
- Mladí Piráti Evropy
- Pirátská strana Srbska[5]

### Bývalí členové[3]
- Pirátská strana Chorvatska
- Pirátská strana Rumunska